# Parc zoologique de Barcelone
Le parc zoologique de Barcelone est un parc zoologique espagnol de Catalogne géré et administrée par la mairie de Barcelone, à travers la société anonyme Barcelona de Serveis Municipals (ca)) (B:SM). Il a ouvert ses portes en 1892, après avoir été construit sur une partie de l'espace laissé libre après l'Exposition universelle de 1888 dans le parc de la Ciutadella, et fut géré par le service municipal des parcs et jardins jusqu'en 1985. Depuis 2017, il est dirigé par le biologiste Antoni Alarcón.
Le parc s'étend sur 13,5 hectares et présente environ 1 400 animaux de 315 espèces. Il a longtemps bénéficié de la popularité de ses mascottes, parmi lesquelles les éléphants d'Asie Avi et Júlia, l'orque Ulises et le seul gorille albinos jamais connu, Flocon de Neige.
Membre permanent de l'Association européenne des zoos et aquariums, il s'engage dans la conservation ex situ en participant à des programmes européens pour les espèces menacées (EEP et ESB), et en coordonne quatre.
C'est l'un des quatre parcs zoologiques les plus visités d'Espagne.

## Histoire
L'histoire du zoo débute en 1892 lorsque le banquier Lluís Martí Codolar offre sa collection d'animaux à la mairie de Barcelone. Le maire Manuel Porcar i Tió, décide d'installer le zoo au sein du Parc de la Ciutadella laissé libre après l'Exposition universelle de 1888. Le vétérinaire Francesc Darder i Llimona est nommé pour en être le premier directeur.
En 1914, Baby, le premier éléphant d'Asie surnommé l'Avi, décède et est remplacé en 1915 par un autre individu, une femelle nommée Júlia, offerte par l'ex-sultan du Maroc, Moulay Abdelhafid. En 1918, Francesc Darder décède à la suite d'une morsure de serpent, son fils Jeroni Darder prend alors sa place.
En 1927, l'entrée du zoo devint payante ce qui permit des rentrées d'argent plus importantes qu’auparavant et donc une amélioration des installations. 1931 vit le départ à la retraite de Jeroni Darder et son remplacement par le conservateur du zoo, Pere Màrtir Rossell à la direction. Le zoo prend la dimension d'un jardin zoologique et une nouvelle localisation est un temps envisagée, avant d'être abandonnée avec le début de la guerre civile espagnole. Durant cette guerre, le zoo traversa une période difficile de pénurie et subit les bombardements des nationalistes en 1938.

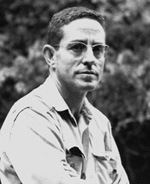
Le primatologue Jordi Sabater Pi

En 1956, le directeur Antoni Jonch i Cuspinera impulse un projet de réforme et d'agrandissement du zoo, qui voit l'augmentation de la superficie des enclos. En 1958 la mairie de Barcelone fonde le Centre d'adaptation et d'expérimentation animale d'Ikunde à Bata au sein de la colonie africaine de Guinée espagnole, fonctionnant sous la direction de Jordi Sabater Pi.
En 1960 le zoo inaugure le premier delphinarium d'Europe. En 1966 des indigènes de Guinée espagnole apportent à Jordi Sabater Pi un jeune gorille des plaines de l'ouest albinos en mauvaise santé. Après l'avoir soigné le primatologue l'envoie au zoo de Barcelone où il lui est donné le nom de Flocon de Neige et où il commence à attirer les foules.
En 1983 le zoo voit l'arrivée d'un autre animal emblématique du zoo, l'orque Ulises, un mâle âgé d'environ 6 ans en provenance du Rioleón Safari Park. L'année suivante le parc cesse de dépendre du service municipal des parcs et jardins pour devenir une société privée, géré et administrée par la mairie de Barcelone à travers la société anonyme municipale, Barcelona de Serveis Municipals (ca)), (B:SM), ce qui lui permit d'accroître ses ressources économiques. À partir de la fin des années 1980, le zoo s'inscrit de plus en plus dans le mouvement d'organisation des parcs zoologiques à travers le monde, grâce à son implication au sein de l'Association mondiale des zoos et aquariums. En 1994, Ulises est transféré au SeaWorld de San Diego, aux États-Unis.
Au cours des années 2000 le zoo modernise ses installations, et en crée de nouvelles. Un transfert d'une partie du zoo dans le parc du Fòrum fut envisagée dès 2002, afin de créer un zoo marin à Barcelone. En novembre 2003, Flocon de neige décède d'un cancer de la peau,. Le projet de zoo marin fut abandonné en 2012, en raison d'un coût prohibitif dans le contexte de la crise économique,.
En 2014, le zoo entreprend de modifier complètement son delphinarium afin de se conformer aux normes de l'Association européenne pour les mammifères marins (EAAM). Le projet, chiffré à 15 millions d'euros, prévoit une installation 7 fois plus grande que la précédente et sans gradins. L'arrêt des spectacles avec les grands dauphins fait suite à la loi de protection des animaux interdisant les spectacles exploitant des animaux non domestiques votée par le Parlement de Catalogne en 2013.
Peu après son investiture en juin 2015, la maire de Barcelone Ada Colau, ordonne la suspension de ces travaux d'agrandissement prévus par l'ancienne majorité. La fermeture du delphinarium et le transfert des dauphins dans un sanctuaire marin près de l'île grecque de Lipsi sont envisagés. Le coût prohibitif des travaux d'agrandissement et la prise en compte du bien-être animal, particulier chez les cétacés, sont en faveur de ce projet de sanctuaire. Dans le cadre d'un prêt, deux des six dauphins sont transférés à l'Oceanogràfic de Valence fin septembre 2016, suivant les recommandations du programme d'élevage européen. La nouvelle équipe municipale nomme le biologiste Antoni Alarcón directeur du zoo en avril 2017. Celui-ci présente la proposition de plan stratégique de transformation 2018-2031 un an plus tard. Il prévoit de passer de 15 % d'espèces méditerranéennes à 30 %, et de 22 % d'espèces menacées à 40 %, tandis que le nombre global d'espèces présentées devrait passer de 300 à 200. Les transformations prévues nécessitent un investissement de 64,4 millions d'euros, dont 50 % pour les installations des animaux et 24 % pour les espaces du public. Le budget alloué à la recherche et à la conservation sera doublé.

## Installations et animaux présentés
En 2016, le zoo présente environ 1 400 mammifères, oiseaux et reptiles.

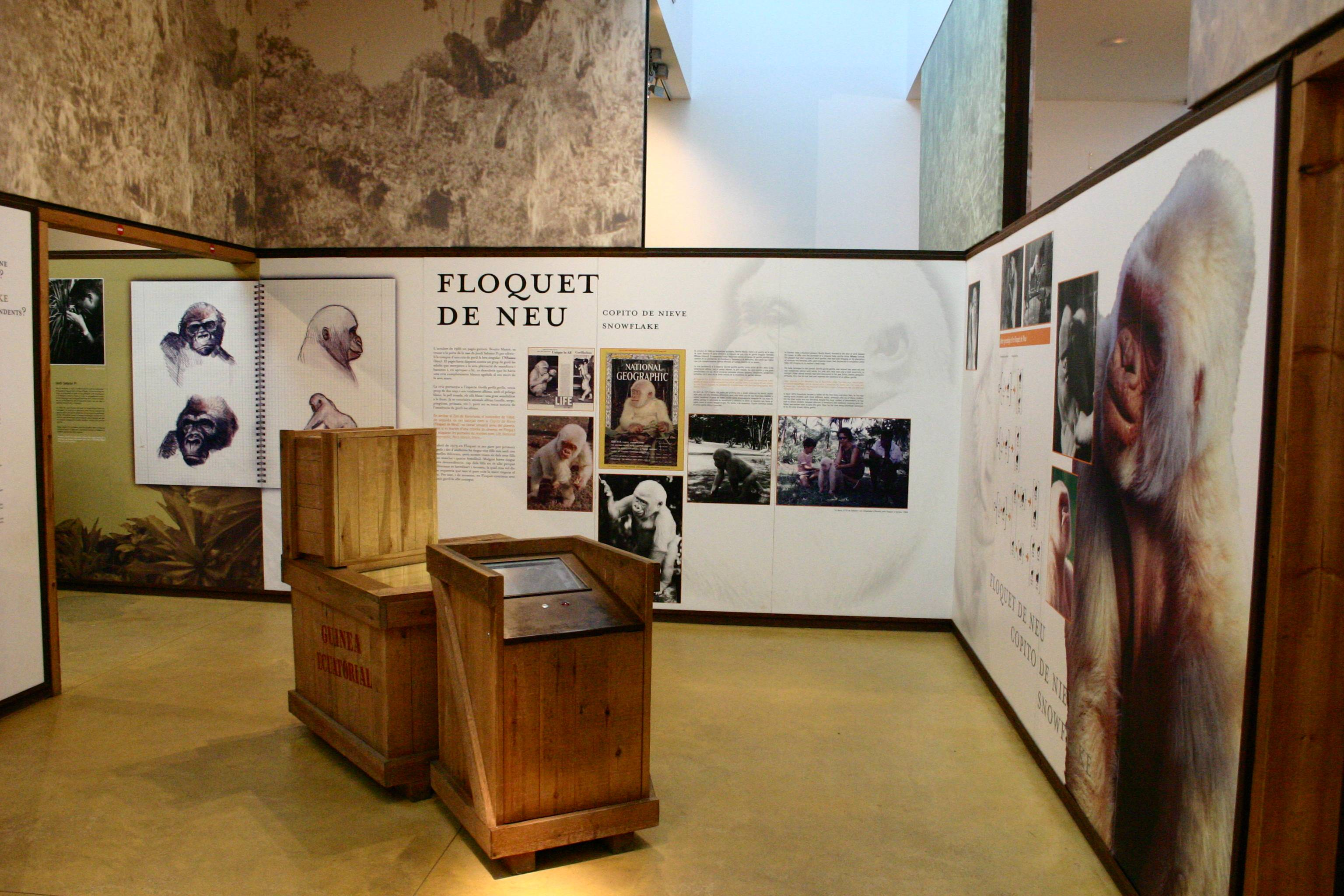
Exposition sur Flocon de Neige
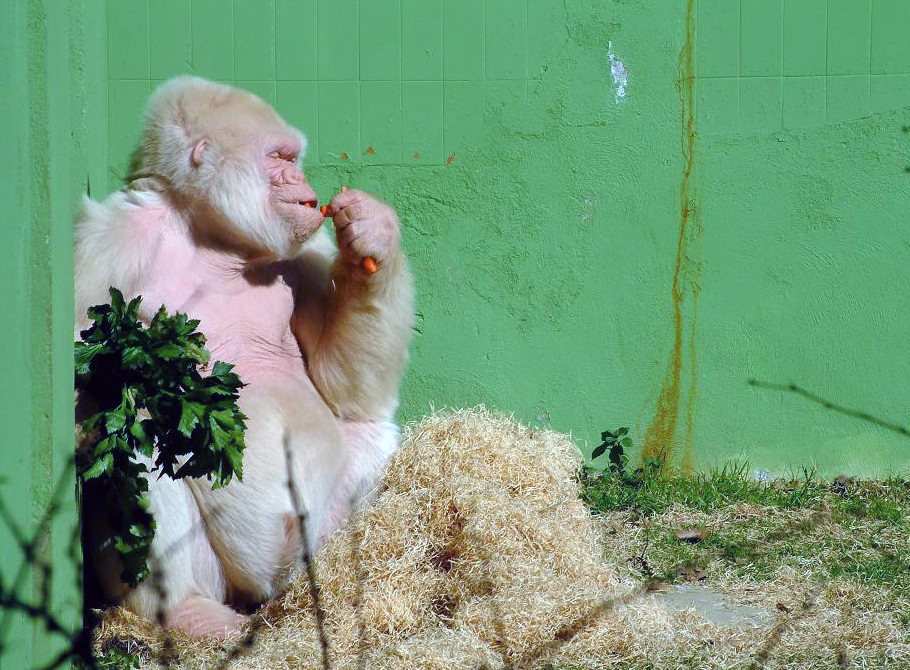
Flocon de Neige en 2003
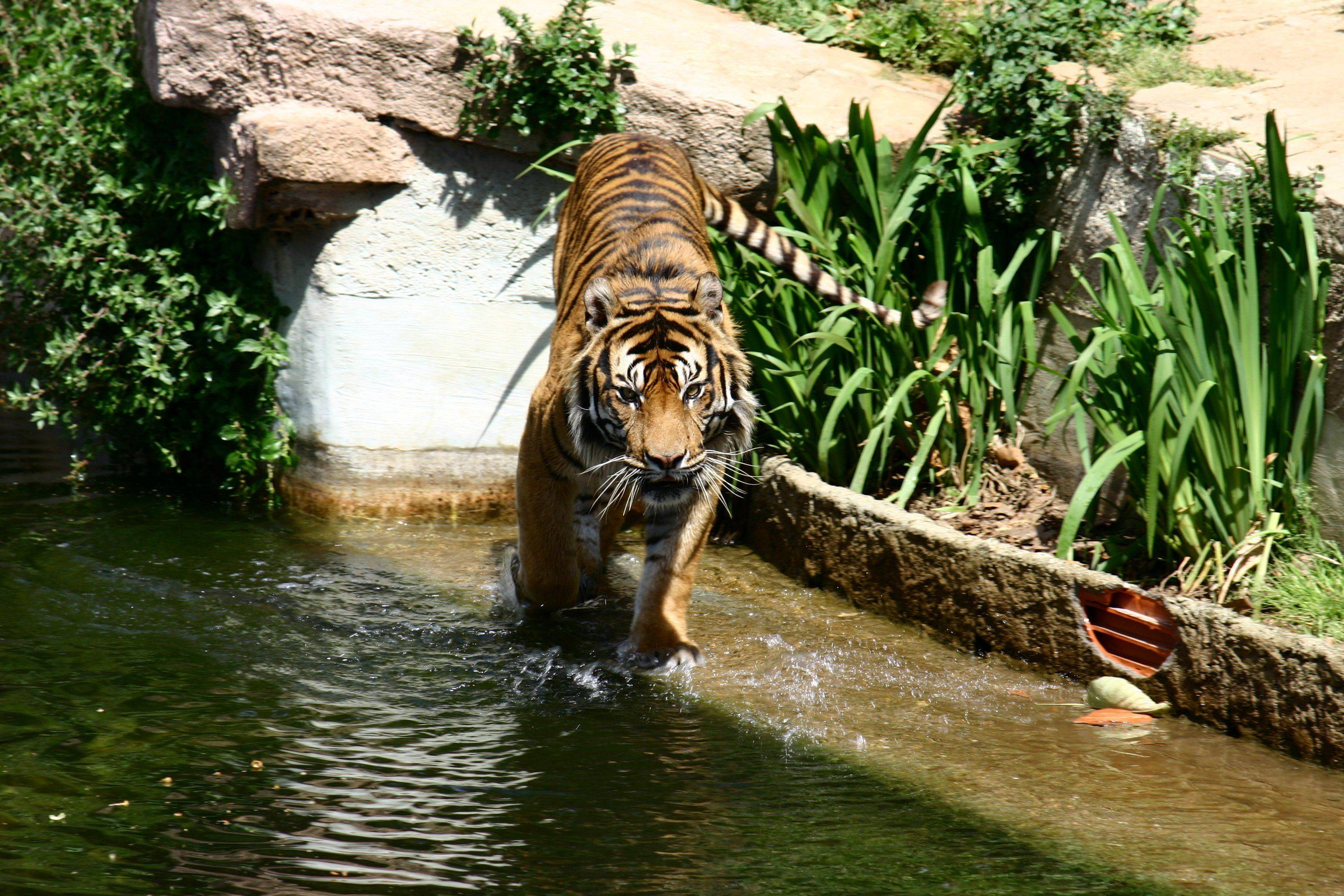
Tigre de Sumatra
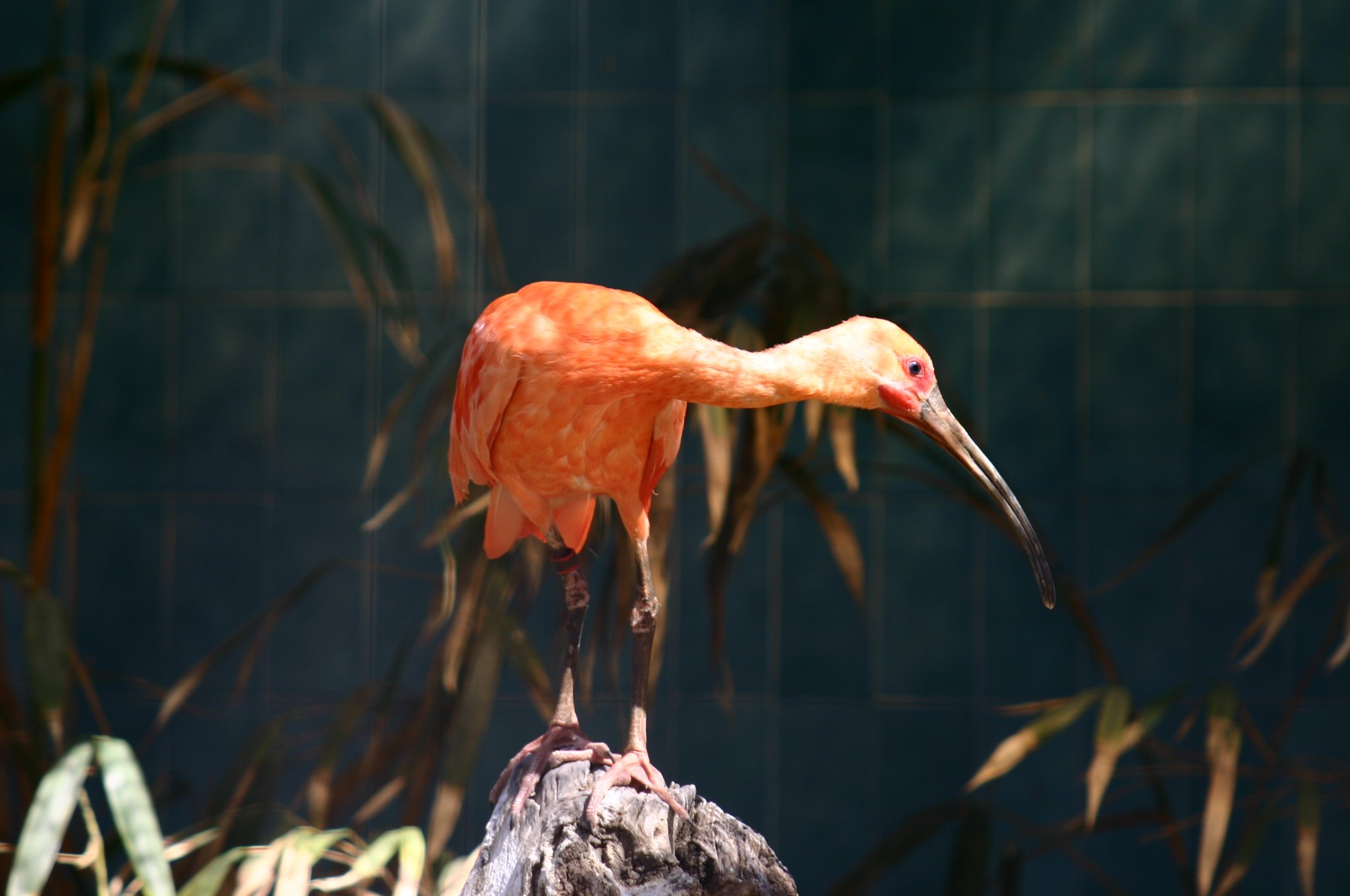
Ibis rouge
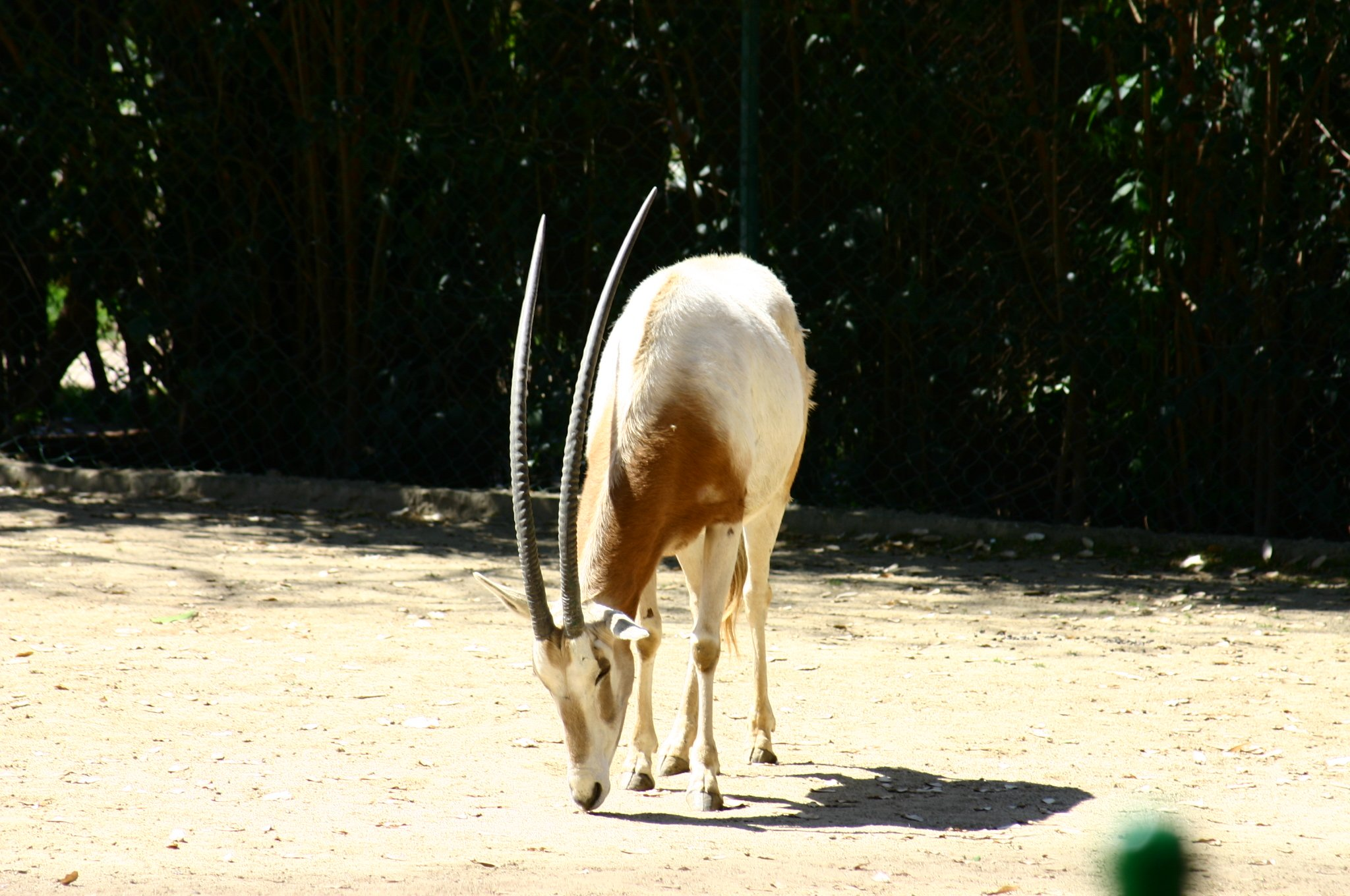
Oryx algazelle
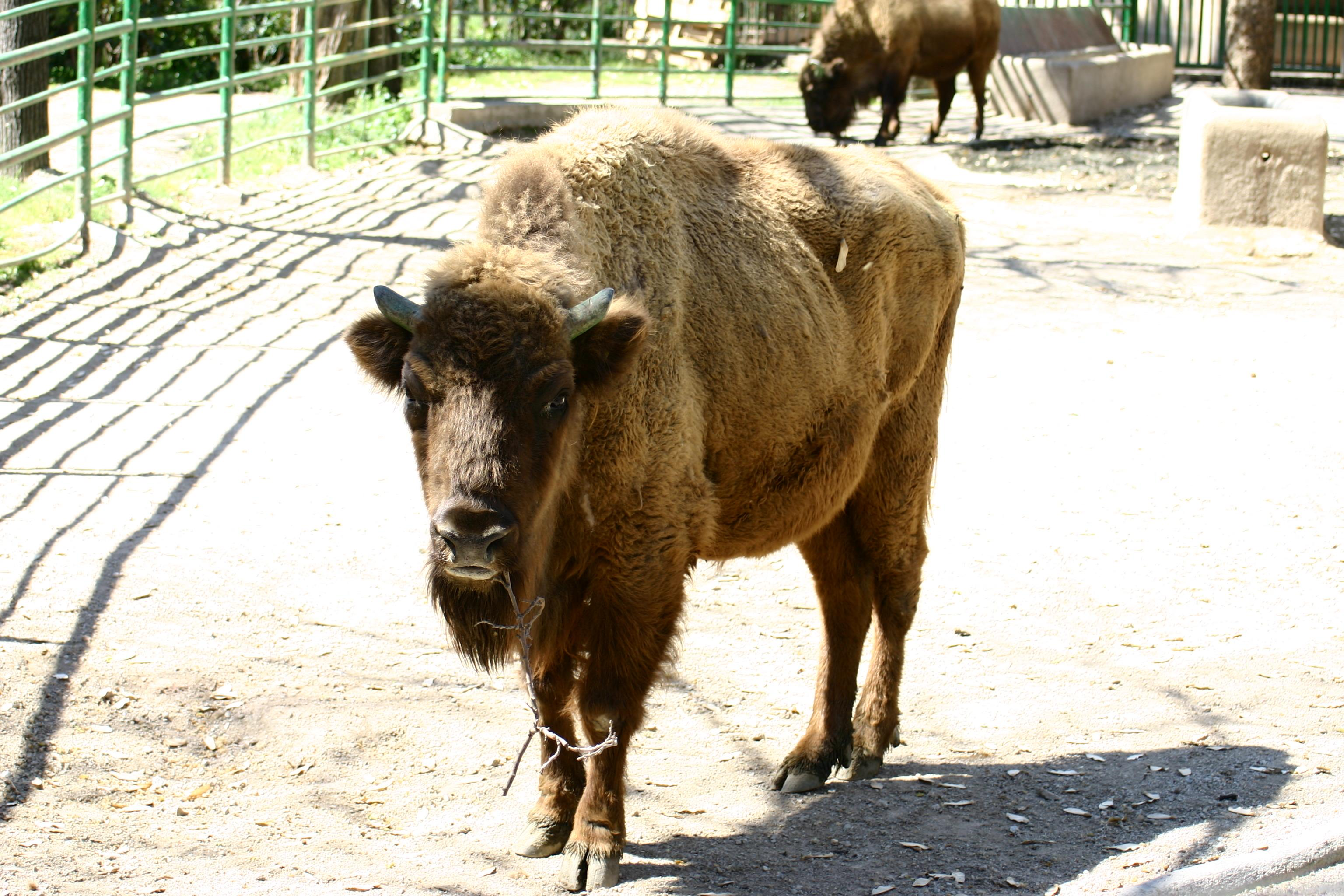
Bison d'Europe
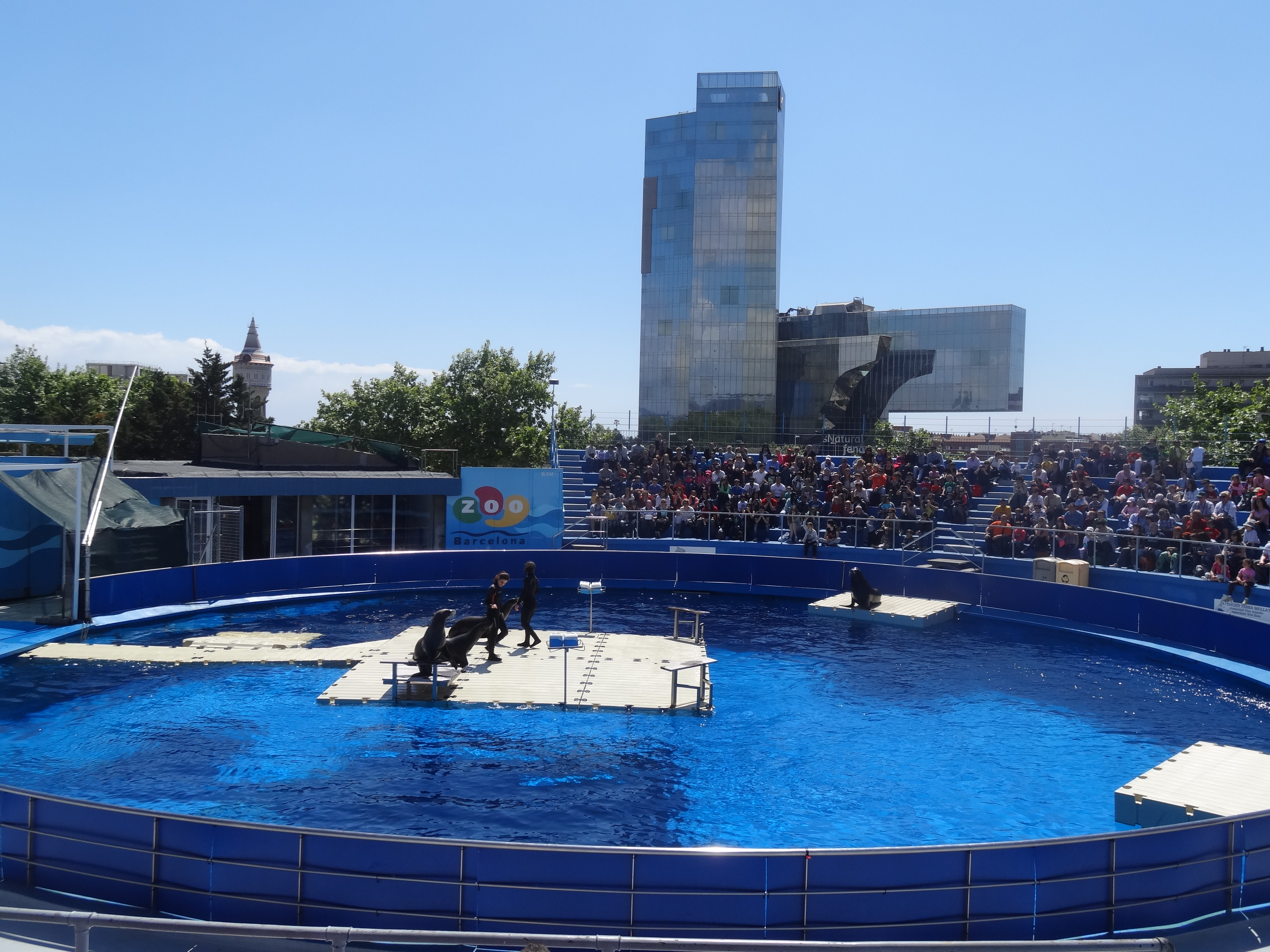
Aquarama, bassin des otaries de Californie

### Delphinarium
Il présente actuellement 4 grands dauphins, trois mâles nés sur place entre 1999 et 2012 et une femelle capturée sauvage au large de Cuba à la fin des années 1980.

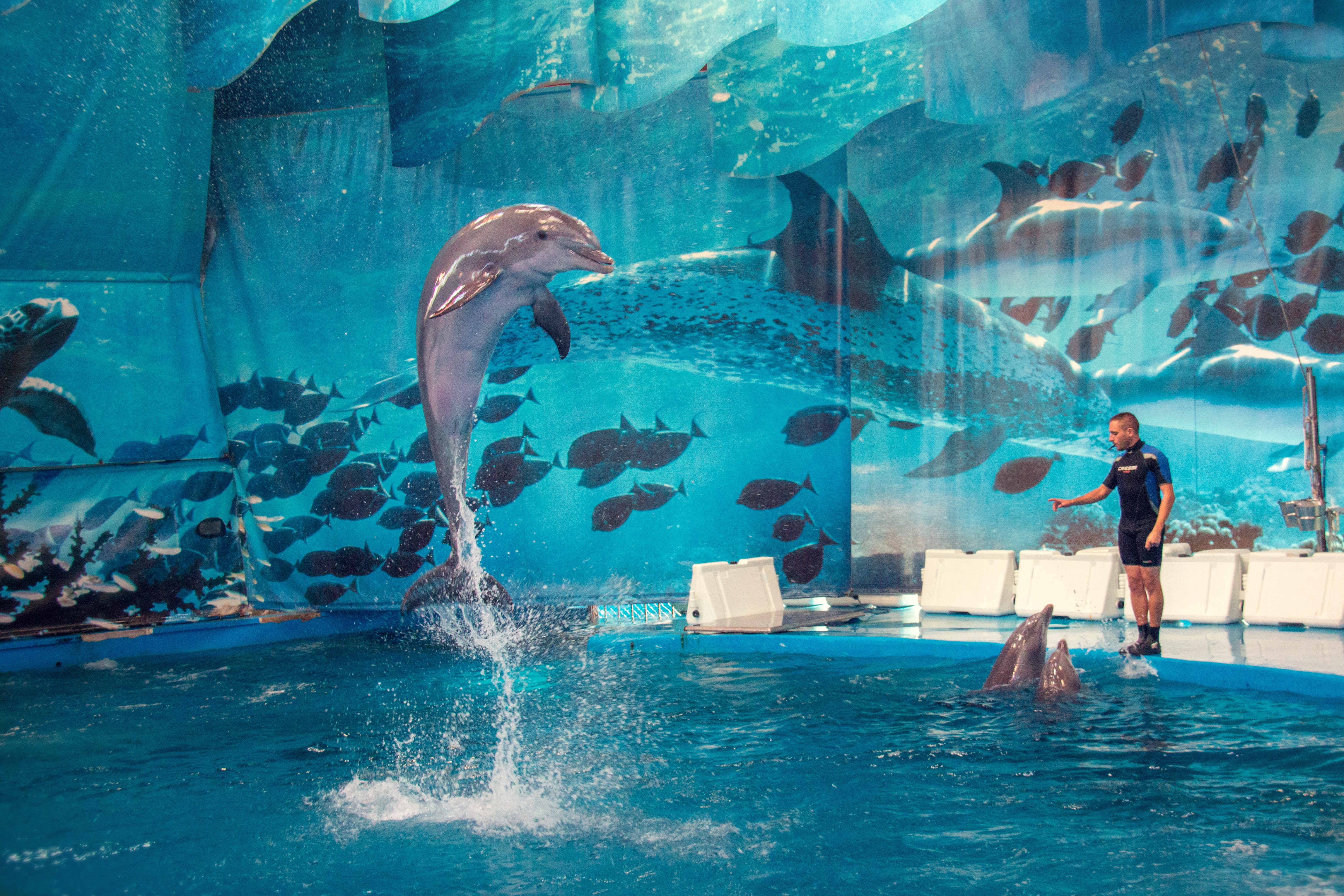
Le Pavillon des dauphins, delphinarium du zoo, en 2013

## Conservation et recherche
Membre permanent de l'Association européenne des zoos et aquariums, il s'engage dans la conservation ex situ en participant à des programmes européens pour les espèces menacées (EEP et ESB).
Il coordonne les EEP destinés à la protection du loup ibérique (quasi menacé) et à une espèce de mangabey couronné (Cercocebus atys lunulatus, en danger). Il coordonne les studbooks (ESB) destinés à la protection de l'otidiphaps noble (préoccupation mineure) et à une autre espèce de mangabey couronné (Cercocebus torquatus, vulnérable).

## Économie et gestion
En 2014, il a accueilli 1 057 188 visiteurs. En 2016, la fréquentation s'élève à 1 007 500 visiteurs.

## Télévision
- La série Zoo (2008) évoque le quotidien du personnel du parc[22].

## Controverses
Le zoo de Barcelone a été le sujet de diverses controverses. En 2008, le conseiller municipal de la Gauche républicaine de Catalogne et ancien responsable du zoo, Jordi Portabella affirme que « le zoo de Barcelone était une institution prestigieuse destinée à la conservation et la recherche. Maintenant, je pense que ce prestige n'est plus là ».

### Gestion
En janvier 2008, le licenciement de la directrice exécutive Carme Maté, une spécialiste des primates qui avait fait de la recherche scientifique un des objectifs majeur du zoo, et son remplacement par une gestionnaire de l'entreprise municipale B:SM (Barcelona de Serveis Municipals) sans expérience dans le domaine de la faune sauvage, a été dénoncé en raison du conflit d'intérêts qu'il constitue pour la municipalité. Le directeur général de BSM a assuré que le licenciement avait pour seul motif des questions de gestion. Ce licenciement a fait suite aux changements politiques au sein du conseil municipal, voyant le remplacement de Jordi Portabella (ERC) par Imma Mayol (ICV-EUiA).

### L'éléphante Susi

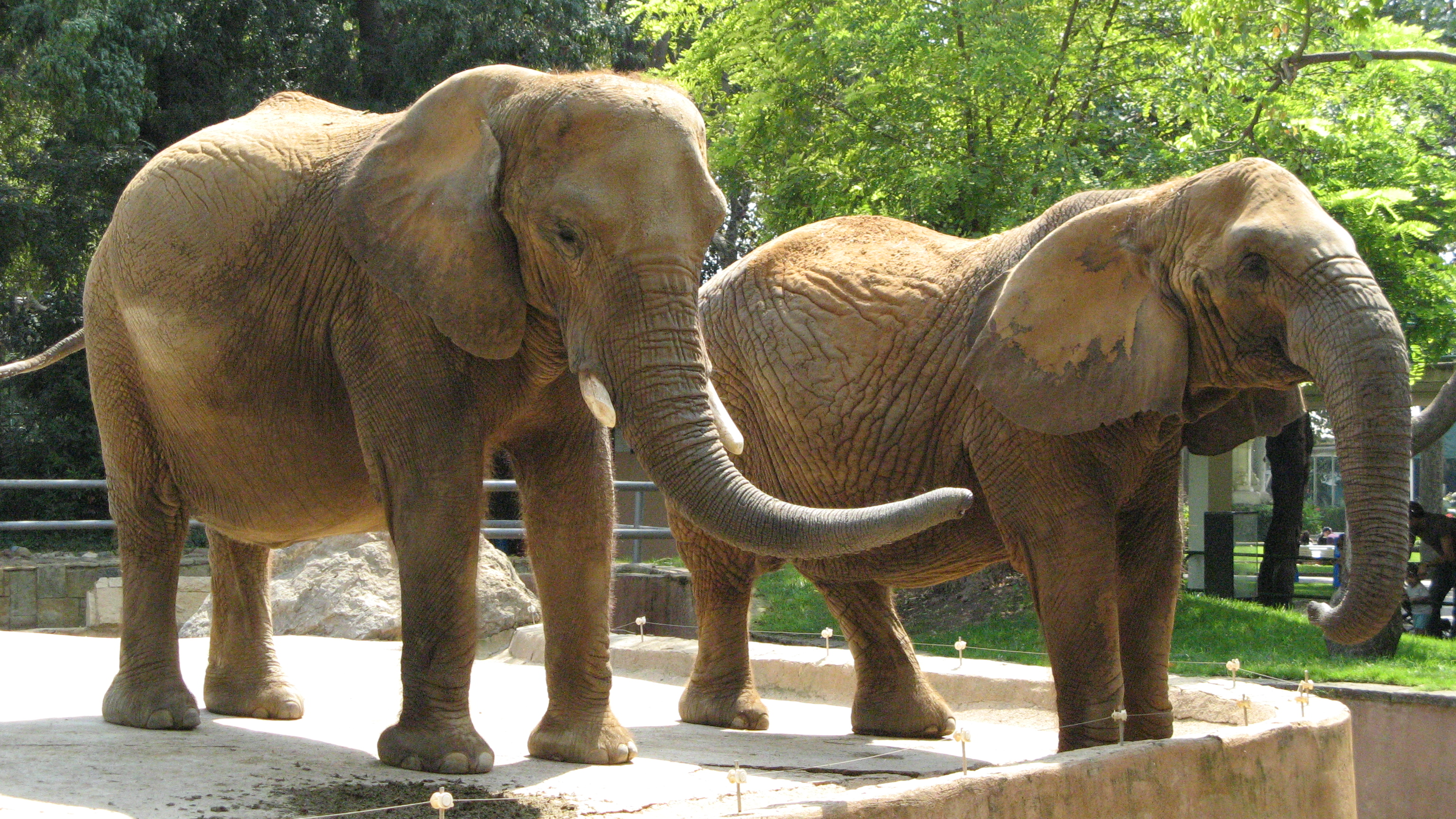
Susi et Alicia en 2007

En février 2008, les conditions de l'euthanasie de l'une des deux éléphantes d'Afrique, Alicia, après de graves problèmes digestifs chroniques, déclenchèrent des critiques. La sédation eut lieu en public devant des élèves d'une école primaire, et l'euthanasie se fit en privé mais en présence de l'autre éléphante, Susi. Par la suite, selon les associations impliquées dans la campagne Libérez Susi et plusieurs journaux qui ont repris l'information,,, il semblerait que devant l'impossibilité de faire passer par la porte d'entrée la grue devant enlever le cadavre, il a été décidé de le découper à la tronçonneuse, devant l'autre éléphante. Le cadavre ainsi découpé serait resté toute une nuit à proximité de Susi, pour n'être retiré que le lendemain matin.
Plus tard, la déclaration de la municipalité de demander un nouvel individu pour ne pas laisser seule la femelle restante a été suivie de critiques de la part des vétérinaires et des employés du zoo qui affirmèrent "qu'il n'est pas possible de maintenir deux éléphants dans un enclos d'environ 1 000 m² " (l'Association mondiale des zoos et des aquariums recommande au moins le double). Une organisation pour les droits des animaux, Libera! a lancé une campagne demandant le transfert de l'éléphante restante dénonçant le mauvais état psychologique de l'animal,. Cette campagne reçut le soutien de la Born Free Foundation ainsi que de personnalités, comme l'écrivain José Saramago, et la journaliste et femme politique Pilar Rahola.
Le 27 février 2009, l'analyste et eurodéputé écologiste Raül Romeva a présenté le sujet à la Commission européenne sous forme d'une question écrite dans laquelle il déclare "Je ne pense pas que ce soit de bonnes conditions de vie pour un éléphant qui, dans la nature, parcourt de longues distances et vit en groupes familiaux pouvant compter jusqu'à une centaine d'individus". Il a également étendu cette plainte à la situation des autres éléphants de l'ensemble des zoos européens.
Le même mois, le directeur du parc, Ignasi Cardelús, affirme la volonté de la direction de former dans le futur un groupe reproducteur d'éléphants comprenant un mâle et quatre ou cinq femelles, dans un meilleur espace que l'actuel. En juin 2009, le parc fait venir une nouvelle éléphante du parc Aqualeón, et augmente la surface de l'enclos qui atteint alors un peu moins de 2 000 m². En mai 2012, c'est une troisième éléphante, Bully, qui arrive du Bioparc Valencia,. En mai 2013, la direction du zoo entreprend des travaux permettant l'augmentation de la surface de l'enclos des éléphants, qui atteint ainsi 3 200 m² en septembre 2013. Une nouvelle augmentation de cette surface est prévue dans le plan stratégique 2012-2020 du parc, qui verra la formation d'une savane rassemblant dans un même espace visuel, les lions, les éléphants et les girafes.